# St. Katharina (Golub)
Die römisch-katholische Pfarrkirche St. Katharina (polnisch Kościół św. Katarzyny) in Gollub stammt aus der Zeit des Deutschen Ordens und ist Katharina von Alexandrien geweiht.

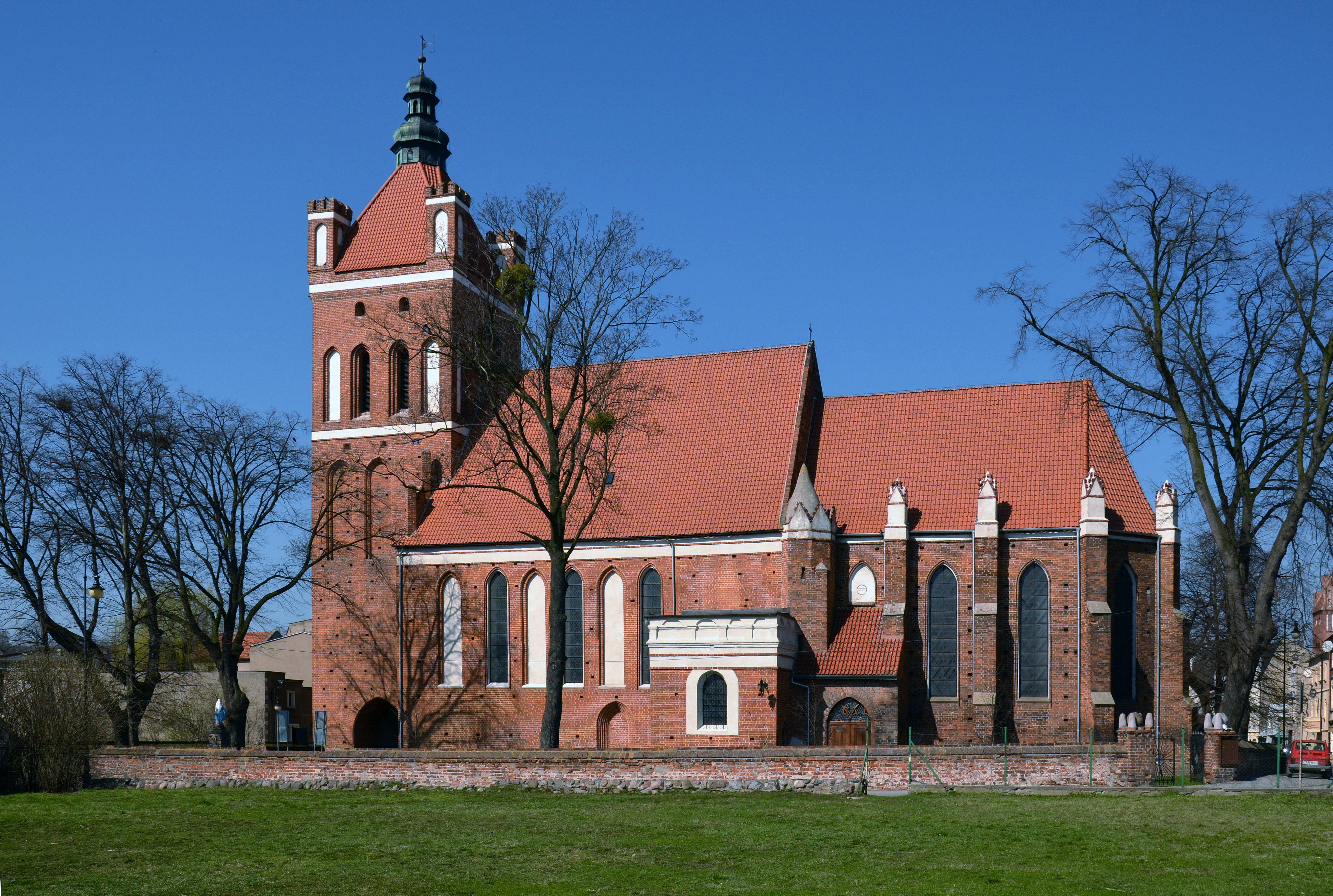
St. Katharina Gollub

## Geschichte
Im Jahr 1254 verlieh Komtur Heinrich Stand an Bischof Wolimir von Kujawien die „villa Gollube“, 1293 kommt die Stadt an den Deutschen Orden. Um 1320/40 wurde die Kirche mit Chor und Sakristei begonnen, Langhaus, Vorhalle und Turm wurden um die Mitte des 14. Jahrhunderts angefügt. Dass das Langhaus jünger ist ergibt sich daraus, dass der kleine Treppenturm zwischen Chor und Schiff ist mit dem Chor verzahnt ist zum Langhaus aber eine Baufuge aufweist. Für 1414 ist belegt, dass die Kirche von polnischen Truppen geplündert und in Brand gesteckt wurde, der Schaden wurde auf 120 Mark beziffert. Im 15. Jahrhundert wurde die südliche Kapelle angefügt, welche Ende des 16. Jahrhunderts umgebaut wurde. Der Bau wurde 1689 nach Blitzschaden erneuert und 1966–68 im Inneren restauriert.

## Bauwerk
Die stattliche Pfarrkirche ist ein ungewölbter Saalbau mit eingezogenem gewölbtem Chor und Westturm. Das Langhaus auf vortretendem Sockel ist flach gedeckt und hat keine Strebepfeiler. Das Äußere des Langhauses ist durch eine Abfolge recht großer Fenster und Blenden gegliedert und hat
darüber ein eingefasstes Putzband als Horizontalabschluss. Die Kanten der Fenster sind innen und außen profiliert, die Blenden dagegen ohne Profil. Zur Turmhalle hin hat das Langhaus ein gestuftes und profiliertes Portal. Der eingezogene, gewölbter Polygonalchor mit 5/8-Schlus hat Strebepfeiler, die mit kräftigen Fialen enden, sowie zwischen den Streben spitzbogige und profilierte Fenster. Das Chorgewölbe könnte einen Zwischenschritt in der Entwicklung vom Kreuzgewölbe zum Sterngewölbe im Ordensland sein. In der südwestlichen Ecke von Chor und Langhaus ist ein Treppenturm angebaut, der mit dem Chor im Verband steht. Am Turm sind die offene Durchgangshalle von Norden nach Süden sowie die zinnenbewehrten Ecktürme als oberer Abschluss bemerkenswert. Bis zur Traufhöhe des Langhauses hat die Turmfassade keine Gliederung, darüber an jeder frei stehenden Seite zwei Spitzbogenblenden, gefolgt von einem eingefassten Putzband. Im zweiten Obergeschoss befinden sich auf jeder Seite je zwei seitliche spitzbogige Blenden und in der Mitte zwei gleichgroße Schallöffnungen. Ein Vorbild für diese Gestaltung könnten die nicht mehr vollständig erhaltenen Eckwarten am Turm von St. Jakob in Thorn gewesen sein. Die Sakristei ist an die Nordseite des Chors angebaut. An der Nordostseite des Langhauses ist eine Vorhalle und eine Kapelle angebaut. Die kräftigen Fialen am Chor ähneln denjenigen an der Kirche in Swierczynko bei Thorn, der Nord-Süd-Durchgang im Erdgeschoss des Turms ähnelt einer Kirche in Löbau.